# Галінув-Жджаровський
Галінув-Жджаровський (пол. Halinów Żdżarowski) — село в Польщі, у гміні Сохачев Сохачевського повіту Мазовецького воєводства.
У 1975-1998 роках село належало до Скерневицького воєводства.